# Дюрен (район)
Дюрен (нем. Düren) — район в Германии. Центр района — город Дюрен. Район входит в землю Северный Рейн-Вестфалия. Подчинён административному округу Кёльн. Занимает площадь 941 км². Население — 268,1 тыс. чел. (2010). Плотность населения — 285 человек/км².
Официальный код района — 05 3 58.
Район подразделяется на 15 общин.

## Города и общины
1. Дюрен (92 887)
2. Юлих (33 054)
3. Кройцау (17 725)
4. Лангервеэ (14 174)
5. Альденхофен (14 029)
6. Нидерцир (13 995)
7. Линних (13 575)
8. Нёрфених (11 028)
9. Нидегген (10 700)
10. Мерцених (9764)
11. Фетвайс (8957)
12. Хюртгенвальд (8678)
13. Тиц (8241)
14. Инден (6865)
15. Хаймбах (4417)

(30 июня 2010)